# Ruszowice (Kłodzko)
Pour les articles homonymes, voir Ruszowice.
Ruszowice est une localité polonaise de la gmina et du powiat de Kłodzko en voïvodie de Basse-Silésie.